# Liste de prénoms vietnamiens
 (juillet 2025).
La mise en forme du texte ne suit pas les recommandations de Wikipédia : il faut le « wikifier ».
Les points d'amélioration suivants sont les cas les plus fréquents. Le détail des points à revoir est peut-être précisé sur la page de discussion.
- Les titres sont pré-formatés par le logiciel. Ils ne sont ni en capitales, ni en gras.
- Le texte ne doit pas être écrit en capitales (les noms de famille non plus), ni en gras, ni en italique, ni en « petit »…
- Le gras n'est utilisé que pour surligner le titre de l'article dans l'introduction, une seule fois.
- L'italique est rarement utilisé : mots en langue étrangère, titres d'œuvres, noms de bateaux, etc.
- Les citations ne sont pas en italique mais en corps de texte normal. Elles sont entourées par des guillemets français : « et ».
- Les listes à puces sont à éviter, des paragraphes rédigés étant largement préférés. Les tableaux sont à réserver à la présentation de données structurées (résultats, etc.).
- Les appels de note de bas de page (petits chiffres en exposant, introduits par l'outil «  Source ») sont à placer entre la fin de phrase et le point final[comme ça].
- Les liens internes (vers d'autres articles de Wikipédia) sont à choisir avec parcimonie. Créez des liens vers des articles approfondissant le sujet. Les termes génériques sans rapport avec le sujet sont à éviter, ainsi que les répétitions de liens vers un même terme.
- Les liens externes sont à placer uniquement dans une section « Liens externes », à la fin de l'article. Ces liens sont à choisir avec parcimonie suivant les règles définies. Si un lien sert de source à l'article, son insertion dans le texte est à faire par les notes de bas de page.
- La présentation des références doit suivre les conventions bibliographiques. Il est recommandé d'utiliser les modèles {{Ouvrage}}, {{Chapitre}}, {{Article}}, {{Lien web}} et/ou {{Bibliographie}}. Le mode d'édition visuel peut mettre en forme automatiquement les références.
- Insérer une infobox (cadre d'informations à droite) n'est pas obligatoire pour parachever la mise en page.

Pour une aide détaillée, merci de consulter Aide:Wikification.
Si vous pensez que ces points ont été résolus, vous pouvez retirer ce bandeau et améliorer la mise en forme d'un autre article.
 (décembre 2011).
Si vous disposez d'ouvrages ou d'articles de référence ou si vous connaissez des sites web de qualité traitant du thème abordé ici, merci de compléter l'article en donnant les références utiles à sa vérifiabilité et en les liant à la section « Notes et références ».
Cette page a pour but de donner la signification des prénoms vietnamiens. Elle a aussi pour but d'établir un registre des prénoms usuels au Vietnam.
La plupart de ces prénoms reprennent des mots de vocabulaire issus du vietnamien ancien.
Il y est précisé si un prénom est « féminin » (f), « masculin » (m) ou « mixte » (x).
- Haut – A
- B
- C
- D
- E
- F
- G
- H
- I
- J
- K
- L
- M
- N
- O
- P
- Q
- R
- S
- T
- U
- V
- W
- X
- Y
- Z

## A
- (m) Ái Quốc : être patriote[1]
- (f) Ái Vân : celle qui aime les nuages
- (x) An : tranquillité
- (f) Ân : faveur
- (f) An Bình : qui aime la paix
- (x) Anh : rayon de soleil / aurore / crépuscule
- (f) Anh Đào : fleur de cerisier
- (m) Anh Dũng : courageux
- (m) Anh Hào : héros
- (m) Anh Hùng : héros
- (m) Anh Kiệt : héros
- (m) Anh Minh : impartial
- (f) Anh Nguyệt : clair de lune
- (m) Anh Tài : talentueux
- (f) Anh Thư : héroïne
- (m) Anh Tú : élégant

## B
- (m) Ba : trois
- (m) Bá Hiệp : rassemblement de grandes puissances
- (m) Bá : roi
- (m) Bạch : cyprès
- (f) Bạch Dương : peuplier blanc
- (f) Bạch Hạc : grue blanche
- (f) Bạch Kim : platine
- (f) Bạch Liên : lotus blanc
- (f) Bạch Tuyết : blanche neige
- (f) Bạch Vân : nuage blanc
- (f) Bạng Thủy : eau pure
- (f) Băng Tâm : cœur pur
- (m) Bảo : précieux, bijoux
- (f) Bảo Châu : perle précieuse
- (f) Bao Ngan : argent précieux
- (f) Bảo Ngọc : perle/pierre précieuse
- (m) Bảo Quốc : protectorat
- (f) Bao Trâm : bijoux précieux
- (x) Bảy : sept
- (f) Bé : petite, jeune
- (f) Bích : couleur verte
- (f) Bích Thủy : eau d'émeraude
- (f) Bích Trâm : épingle de jade
- (m) Bình : paix
- (m) Bình Minh : aurore

## C
- (m) Cam : orange
- (f) Cẩm Nhung : velours brodé
- (f) Cẩm Vân : nuage pourpre
- (m) Cao Minh : grande intelligence
- (m) Cao Sơn : haute montagne
- (m) Chấn : secouer, vibrer ; arrêt, obstacle
- (m) Chân Lý : vérité
- (f) Châu : perle
- (f) Châu Loan : perle et phénix
- (f) Chi : volonté
- (m) Chí Hiếu : très pieux
- (m) Chí Linh : très sacré
- (m) Chí Thành : très sincère
- (m) Chí Tài : grand génie
- (m) Chín : neuf
- (m) Chinh : conquête
- (m) Chính Trực : honnête, équitable
- (m) Chiến : combat, lutte
- (m) Chiến Thắng : victoire
- (m) Chung : carillon, cloche
- (m) Chương : littérature
- (m) Chuyên : spécialiste, expert
- (m) Công : travail
- (m) Công Danh : fonctions honorifiques
- (m) Công Minh : équitable
- (m) Công Tâm : sens du devoir
- (m) Công Thành : œuvre achevée
- (f) Cúc Hoa : chrysanthème
- (m) Cung : flèche
- (m) Cương : fermeté
- (m) Cửu : neuf

## D
- (f) Đặng Phương Lam : atteindre la voie de l'indigo
- (f) Đào : fleur de pêcher
- (f) Dao : jade
- (m) Đạt : succès
- (f) Diễm : beauté
- (f) Diễm Hạnh : beauté et vertu
- (f) Diễm Hương : beauté et parfum
- (f) Diễm Lệ : belle, magnifique
- (f) Diễm Phượng : belle et fleur flamboyant
- (f) Diệu Hằng : douce lune
- (f) Đỗ : succès
- (f) Đoan Trang : décente
- (f) Đoàn : union
- (m) Đuc : Vertu
- (f) Dung : beauté
- (x) Dương : peuplier
- (f) Dương Cầm : piano
- (f) Duong Liễu : saule pleureur
- (f) Duyên : grâce, charme, amour prédestiné

## F
- (f) Fleur De Jade

## G
- (f) Gái : fille
- (f) Giang : rivière, lac
- (m) Giang Long : dragon de la rivière

## H
- (f) Hải Âu : mouette
- (f) Hải Yến : salangane
- (f) Hạnh : vertu
- (f) Hạnh Dung : vertu et beauté
- (f) Hiên : douce et paisible
- (f) Hoa : fleur
- (f) Hoa Lê : beau et bien décoré
- (f) Họa Mi : rossignol
- (f) Hoa ngọc : fleur de jade
- (m) Hoài: qui se souvient
- (f) Hoài Hương : nostalgie de son pays
- (f) Hoàng Mai : fleur d'abricot jaune
- (f) Hoàng Yên : canari
- (f) Hương : parfum
- (f) Hương Lan : parfum d'orchidée
- (f) Huyền Trân : merveille
- (f) Huệ : lys
- (f) Hà Giang : rivière
- (f) Hà Thanh : rivière à l'eau limpide
- (f) Hằng : lune
- (x) Hồng : rose / fleuve Rouge
- (f) Hồng Đào : rose et fleur de cerisier
- (f) Hồng Loan : phénix rose
- (f) Hồng Ngọc : rubis / perle rose
- (f) Hồng Nhan : visage rose, femme
- (f) Hồng Quế : rosier cannelle
- (f) Hồng Vân : nuage rose
- (f) Hồng Yên : hirondelle rose

## K
- (f) Khanh Ngoc : grande plaque en jade
- (f) Khanh Vân : nuage coloré
- (f) Khuê : jeune fille ou jeune femme
- (m) Kiên : vaillant
- (x) Kim : or
- (f) Kim Anh : platine
- (f) Kim Chi : branche d'or
- (f) Kim Cuong : diamant
- (f) Kim Huệ : lys d'or
- (f) Kim Liên : lotus d'or
- (m) Kim Sơn : montagne d'or
- (f) Kim Thao : cœur d'or
- (f) Kim Thoa : épingle d'or
- (f) Kim Xuyên : bracelet d'or
- (f) Kiêu : belle et gracieuse
- (f) Kiêu Diêm : belle et gracieuse
- (f) Ky Duyên : heureuse coïncidence

## L
- (m) Lam : bleu
- (f) Lan : orchidée
- (f) Lan Anh : orchidée blanche
- (f) Lan Chi : branche d'orchidée
- (f) Lan Dài : noble orchidée
- (f) Lê : larmes
- (f) Lê Hành
- (f) Lê Quyên : jolie fille
- (f) Lê Thu : larmes d'automne
- (m) Liêm : intégrité
- (f) Liên : lotus
- (f) Liêu : saule
- (f) Linh : âme
- (f) Linh Huệ : lys sacré
- (f) Loan : phénix
- (x) Lôc : prospérité
- (m) Long : dragon
- (m) Luan : roue, rotation
- (f) Luu : grenade
- (f) Luu Ly : myosotis
- (f) Lỳ : Fleur de Lỳ

## M
- (f) Mai : fleur d'abricot
- (f) Mai Lan : fleur d'abricot et orchidée
- (f) Maï Ly : lys du matin
- (f) Mai Phuong : parfum de fleur d'abricot
- (f) Mây : nuage
- (f) Minh Châu : perle lumineuse
- (f) Minh Hiên : intelligence et douceur
- (f) Minh Nguyêt : lune qui éclaire
- (f) Minh Tâm : cœur pur
- (f) Minh Thu : jeune fille intelligente
- (f) Minh Tuyêt : neige étincelante
- (f) My : belle
- (f) My Châu : Amérique
- (f) My Duyên : beauté et grâce
- (f) My Hanh : belle vertu
- (f) My Hiên : beauté et douceur
- (f) My Kim : dollar
- (f) My Lê : splendide
- (f) My Thu : bel automne
- (f) My Tiên : fée resplendissante
- (f) My Tâm : grand cœur
- (f) Mông : rêve
- (f) Mông Ngoc : perle de rêve

## N
- (m) Nam :  sud
- (f) Nam Phuong : direction du sud
- (f) Nga : belle
- (f) Ngoc : pierre fine
- (f) Ngoc Anh : perle lumineuse
- (f) Ngoc Bich : émeraude
- (f) Ngoc Chau : pierre précieuse
- (f) Ngoc Diêp : feuille en jade
- (f) Ngoc Dung : belle physionomie
- (f) Ngoc Giao : larme de perle
- (f) Ngoc Huong : parfum précieux
- (f) Ngoc Lan : ylang-ylang
- (f) Ngoc Loan : phénix de jade
- (f) Ngoc Suong : gouttelettes de rosée
- (f) Ngoc Trân : perle précieuse
- (f) Ngoc Yên : hirondelle de jade
- (f) Nguyêt Anh : clair de lune
- (f) Nguyêt Nga : déesse de la lune
- (f) Ngân Hà : voie lactée
- (f) nuốt : hirondelle
- (f) Nhu Quynh : comme le rubis
- (f) Nhung : velours
- (f) Nuong : mademoiselle

## O
- (f) Oanh : loriot

## P
- (f)/(m) Phạm : nom utilisé comme prenom aussi
- (f) Phi Yên : dauphinelle
- (m) Phong : le vent
- (f) Phong Lan : orchidée
- (f) Phuong : fleur de flamboyant
- (f) Phuong Anh : senteur de fleur de cerisier du Japon
- (f) Phuong Liên : senteur de fleur de lotus
- (f) Phuong Mai : senteur de fleur de cerisier
- (f) Phuong Thao : herbes parfumées

## Q
- (m) Quang : lumière
- (f) Quê : cannelle
- (m) Quôc : patrie
- (f) Quyên : pierre précieuse érudite
- (f) Quynh Anh : beauté du rubis
- (f) Quynh Chi : branche de jade
- (f) Quynh Dao : sorte de pierre précieuse

## S
- (f) Sen : lotus
- (m) Sinh : jeune homme
- (f) Son Ca : rossignol
- (m) Son Nam : montagne du Viêtnam
- (f) Suong : rosée
- (f) Suong Mai : gouttes de rosée du matin
- (f) Sao Mai : étoile du matin

## T
- (m) Tao : création
- (f) Thai Hà : grand fleuve
- (f) Thanh : pure
- (f) Thanh Binh  : La paix par la force
- (f) Thanh Giang : fleuve bleu
- (f) Thanh Huong : agréable parfum
- (f) Thanh Hà : jolie rivière
- (f) Thanh Lan : jolie orchidée
- (f) Thanh Loan : phénix bleu
- (f) Thanh Mai : fleur d'abricot vert
- (f) Thanh Thuy : eau claire
- (f) Thanh Trùc : Bambou
- (f) Thanh Tuyên : source pure
- (f) Thanh Vân : nuage bleu
- (f) Thanh Xuân : jeunesse
- (f) Thi : poésie
- (m) Thiên Duyên : beauté du Paradis
- (f) Thiên Hương : parfum céleste
- (f) Thiên Nga : cygne
- (f) Thiêu Hoa : fleurs printanières
- (f) Thihaly : coucher de soleil
- (f) Thoa : épingle à cheveux
- (f) Thu : automne
- (f) Thu Hà : rivière automne
- (f) Thu Hông : rose d'automne
- (f) Thu Hương : parfum d'automne
- (f) Thu Suong : rosée d'automne
- (f) Thu Thao : végétation d'automne
- (f) Thu Thuy : eau d'automne
- (f) Thu Trang : maison en automne
- (f) Thu Vân : nuage d'automne
- (f) thu yen : automne paisible
- (f) Thuy Diêm : beauté
- (f) Thuy Duong : peuplier ou coucher du soleil
- (f) Thùy Linh : main mystérieuse
- (f) Thuy Ngoc : jade bleu
- (f) Thủy Tiên : Jonquille
- (f) Thuy Trang : douce et décente
- (f) Tiên : fée
- (f) Trang : décente
- (m) Tri : gouverner
- (f) Trinh : virginité
- (f) Truc Dào : laurier-rose
- (f) Truc Linh : bambou sacré
- (f) Truc Mai : bambou et abricotier
- (f) Trùc thanh : Succès de l'arbre
- (f) Trâm : épingle à cheveux
- (f) Trâm Anh : famille noble
- (f) Trân Châu : perle
- (f) Tu Khuê : jeune fille belle et élégante
- (f) Tu My : intelligence et beauté
- (f) Tu Quynh : joli rubis
- (f) Tuong Vi : rosier
- (f) Tuyên : source
- (f) Tuyêt : neige
- (f) Tuyêt Mai : fleur d'abricot blanc
- (f) Tâm : cœur
- (f) Tâm Giao : grande amitié
- (f) Tô Nga : belle fille
- (f) Tô Tâm : cœur pur
- (f) Tra-my : Coucher de soleil

## U
- (f) Uyên : érudit

## V
- (f) Vân : nuage
- (m) Văn : littérature
- (m) Võ : martial

## X
- (f) Xuân : le printemps
- (f) Xuân Hoa : fleurs du printemps
- (f) Xuân Huong : parfums des fleurs printanières
- (f) Xuân Lan : orchidée printanière
- (f) Xuân Son : montagne au printemps

## Y
- (f) Y : Santé
- (f) Yên : hirondelle